# 以礼河
以礼河，是中国长江流域的一条河流，汇入金沙江右岸，属于金沙江水系。河长121千米，流域面积2558平方千米，年均流量39立方米每秒。自然落差2110米。水能理论蕴藏量33万千瓦。